# 川崎市立菅中学校
川崎市立菅中学校（かわさきしりつ すげちゅうがっこう）は神奈川県川崎市多摩区菅城下にある公立中学校である。

## 沿革
沿革は以下の通り。
- 1977年（昭和52年）4月1日 - 創立
- 1977年（昭和52年）7月11日 - 校章設定
- 1977年（昭和52年）10月1日 - 標準服制定
- 1978年（昭和53年）2月27日 - 体育館竣工
- 1978年（昭和53年）3月18日 - 開校記念式典
- 1980年（昭和55年）4月22日 - 校門竣工
- 1981年（昭和56年）2月10日 - 裏門竣工
- 1983年（昭和58年）2月16日 - 菅中学校地域学校PTA連絡協議会設立
- 1991年（平成3年）3月4日 - 菅中学校地域学校PTA連絡協議会が、菅中学校区青少年促進委員会として新たに発足
- 1992年（平成4年）1月31日 - 職員OB会「梨花の会」設立総会

## 教育目標
- 意欲的に学習し、真理を追究する人
- 健康で明るく、たくましい人
- 創造的な活動のできる人
- 個人の価値を尊重し、協調性のある人
- 勤労を愛し、広く社会に役立つ人

## 校章
- 市章を囲む8つの円 - 学区が8つからなることから、和を尊び、未来への発展をめざす意味を込めて8つの円があしらわれた[3]。

## 校歌
1番から3番まであり、学校目標にそって、地域の歴史とそれを源泉とする中学校の姿、未来がうたわれている。
- 作詞 - 江成信夫
- 作曲 - 小林利三

## 学校行事
- 体育祭
- 八翔祭（合唱コンクール・文化祭）
- 職業体験
- PTAバザー
- 自然教室
- 修学旅行

## 部活動
運動部
- 陸上部
- サッカー部
- 男子ソフトテニス部
- 女子ソフトテニス部
- バドミントン部
- 男子バスケットボール部
- 女子バスケットボール部
- 女子バレーボール部
- 卓球部

文化部　
- 美術部
- 音楽部
- 家庭部
- 科学部

## 通学区域
通学区域は以下の通り。
- 菅1丁目1 - 6番、2 - 6丁目
- 菅稲田堤1、2丁目
- 菅北浦1丁目1、2番、2丁目1 - 3番、3丁目
- 菅城下
- 菅野戸呂

## 交通
鉄道でのアクセスは以下の通り。
- JR南武線矢野口駅から徒歩10分
- 京王相模原線京王稲田堤駅から徒歩15分
- 京王相模原線京王よみうりランド駅から徒歩10分